# Alchemilla flaccescens
Alchemilla flaccescens é uma espécie de rosácea do gênero Alchemilla, pertencente à família Rosaceae.